# Nošak
Nošak (nebo také Nowshak či Noshaq) je s nadmořskou výškou 7492 m nejvyšší horou Afghánistánu a po Tirič Míru i druhým nejvyšším vrcholem pohoří Hindúkuš. Nachází se na severovýchodě země na hranici afghánské provincie Badachšán a okresu Čitrál, který náleží k provincii Chajbar Paštúnchwá Pákistánu.

## Vrcholy
Masív Nošaku má tři vrcholy:
- Hlavní vrchol – 7492 m n. m.
- Východní vrchol – 7480 m n. m.
- Centrální vrchol – 7400 m n. m.

## Prvovýstup
Poprvé zdolala vrchol Nošaku japonská horolezecká výprava v roce 1960. Vrcholové družstvo, které stoupalo jihovýchodním hřebenem, tvořili horolezci Toshiaki Sakai a Goro Iwatsuboa. Zimní prvovýstup uskutečnili v roce 1973 polští horolezci Tadeusz Piotrowski a Andrzej Zawada. Byl to první zimní prvovýstup v dějinách horolezectví na horu vyšší než 7000 m n. m.

## Popis výstupu na Nošak západní (afghánskou) cestou

### Bezpečnost
I když byl prvovýstup veden z východní (pákistánské) strany, v posledních letech převažují výstupy ze západní (afghánské strany), a to zejména z důvodů bezpečnosti. Po zabití bin Ládina a rapidního oslabení vlivu teroristického hnutí al-Kaidy v Afghánistánu v roce 2011 se posílila pozice Tálibánu ať už v rodném Pákistánu, tak následně i v Afghánistánu. Převážná většina obyvatel Wakhanu (oblast v Badachšánu do níž spadá přístup k Nošaku) však vyznává Ismajli, což je sice odnož šíitského islámu, ale jiná než vyznávají obyvatelé v jiných částech Afghánistánu a členové Talibánu. Lze tedy sice tvrdit, že přístup k Nošaku je poměrně bezpečný, nicméně stále dbejte na zvýšenou pozornost, pohybujte se ve skupinkách a dbejte místních tradic: Ženy by se neměly pohybovat bez mužského doprovodu a bez částečného zahalení (vlasy, ramena, nohy). Vždycky kontrolujte bezpečnostní situaci těsně před odjezdem, jelikož situace se může lehce změnit. V roce 2016 zatím neexistuje kvalitní volně dostupný zdroj informací z dění ve Wakhanu a informace z MZV ČR nejsou vždy aktuální (česká ambasáda v Kábulu je opravdu daleko), ale jsou to jediné lehce dostupné informace.

#### Turistické kanceláře
Wakhan se těší jedné z největších turistické návštěvnosti v Afghánistánu a to přibližně 150-200 turistů ročně (mírně stoupající tendence). I když by se zdálo, že je to málo, pro řídce osídlený Wakhan představují turisté důležitý zdroj příjmů, zejména pro nosiče ve vesnici Quazi Deh. Pokud cestujete z tádžického Dušanbe přes hraniční přechod Ishkashim, je možné využít servis některých tádžických turistických společností, které částečně spolupracují s afghánskými partnery, jak například Pamir-Silk-Travel. Levnější varianta je zajištění pouze dopravy a servisu v Afghánistánu, což v drtivém počtu případů zajišťuje Said, Yarmohmammad a nebo Malang (jeden ze dvou horolezců, kteří v roce 2009 dobyli vrchol Nošaku jako první (a zatím poslední) Afghánci v historii). Nicméně je nutné podotknout, že všechny poskytované služby pro turisty jsou nesmírně předražené, komplikované (permit) a nespolehlivé.

### Výstup
Quazi Deh-BC: V poslední vesnici Quazi Deh si můžete pronajmout nosiče, kteří se s Vámi vydají na 36 km dlouhou cestu do BC. Během této 2–3 denní cesty se držte +-50 m od pěšiny, abyste náhodou nešlápli na minu. Cena za den na nosiče byla v roce 2016 1000 AFN/den, tj. cca 45 USD (max 60 USD), na 21 kg zátěže. Pokud jste fit, zvládnete cestu za dva dny nahoru a nosiči sejdou za den dolu, tj. platíte jim 3 dny.
BC-C1: BC se nachází na prostorném místě ve výšce 4650 m n. m. Pramen pitné vody (během léta) se nalézá asi 50m od BC směrem k Nošaku. Cesta do C1 (4-6 h, 900 hm) vede přes rozlehlou morénu, kde se doporučuje vyznačit trasu mužíky. Poté následuje dlouhý kuloár cca 600 m převýšení se sklonem kolem 40°. Ke konci léta je kuloár zledovatělý a dle podmínek je radno se v horní strmější pasáži přijišťovat šrouby. Kuloár je lépe schůdný levou částí, avšak v horní části kuloáru (cca 5450 m n. m.) se doporučuje přetraverzovat na pravý hřeben, odkud vede lehký výstup do C1 (5500 m n. m.). Alternativní trasa cca 300m vlevo od kuloáru přes jazyk ledovce je schůdná, ale skýtá několik nepěkných trhlin.
C2-C3: Prostorný kemp C1 sice postrádá tekoucí vodu, ale jinak je to ideální základna pro další výstupy. Postup do C2 (6200 m n. m.) je víceméně zřejmý a vede oblým sněhovými hřebínky a poli skrze skalní ostrůvky až k výrazné skále, kterou obejdete zleva (často měkký sníh 40°) a najdete zde ideální místo pro C2 kemp (místo pro 2 stany). Do C3 pokračujte sněhovým hřebínkem a následně nekonečnými sněhovými poli (často hluboký měkký sníh) až na skalní výběžky, kterými pokračujete na nevýraznou větrnou plošinu ve výšce cca 6600 m n. m. Zde najdete asi 2 neideální místa na stan.
C3-C4: Odtud následuje orientačně komplikovanější výstup mixovým terénem až pod skalní bariéru (6800 m n. m.), která začíná hned za úzkým exponovaným (ale krátkým) sněhovým hřebenem. Odtud lze spatřit dvě výstupové trasy - přímo nahoru (max 3 UIAA) a hledat smyčky, za které se zajistíte a nebo traverz vlevo a napojit se na dva fixy, co zde nechala Afghánská expedice v roce 2009. Většina expedic volí přímou variantu a nepoužívá fixní lana.
Kemp C4 leží hned za skalní bariérou na obrovském ledovcovém plateau ve výšce skoro 7000 m n. m. Je to nádherné místo s grandiózním výhledem odkud poprvé uvidíte nevýrazný, tupý vrchol Nošaku. Bohužel nadmořská výška, nízké teploty a poměrně časté sněžení Vás donutí strávit v tomto jedinečném místě co nejmíň času.
C4-Noshaq: Finální výstup na vrchol Nošaku je kombinace zápolení s výškou a měkkým sněhem ve strmém terénu. Existuji tři cesty na vrchol. Cestou vpravo po nevýrazném hřebeni se rychle dostanete na vrcholový hřeben (cca 7200 m n. m.), který je však velmi dlouhý a větrný. Naopak cesta vlevo a následně kuloárem na předvrchol (7400 m n. m.) většinou proti větru krytá. Nicméně měkký sníh může strmý kuloár přeměnit v nekončící zápolení se sněhem. Varianta prostředkem, tj. kopírování levého okraje skalního pole, představuje kompromis mezi měkkým sněhem a prudkým větrem. Touto cestou se nenáročným terénem dostanete přibližně do půlky vrcholového hřebene (cca 7350 m n. m.), odkud je to na vrchol něco přes hodinu.